# Bumbódromo

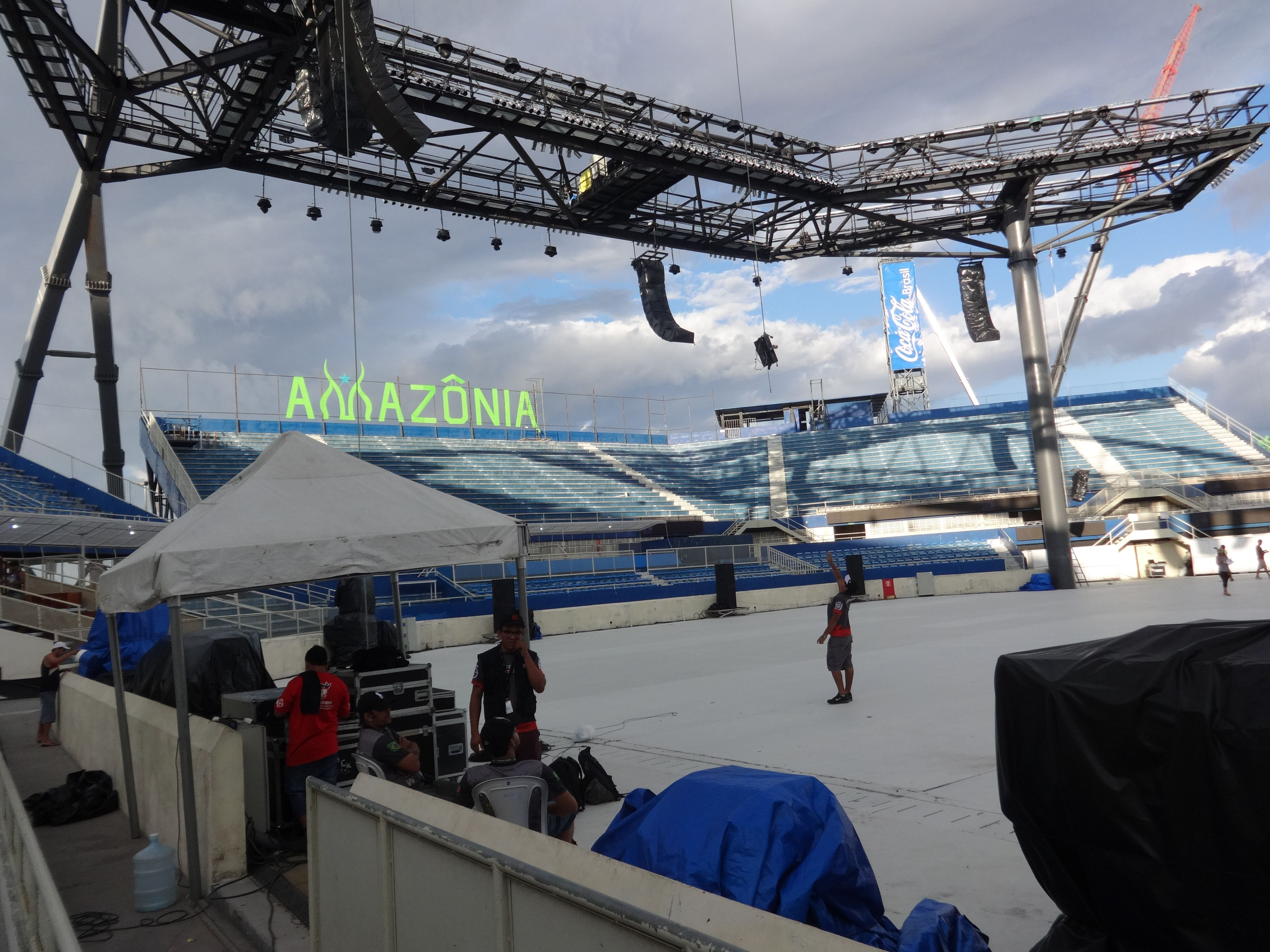
Trabajadores realizan últimos ajustes en el Bumbódromo para el 50.º Festival Folclórico de Parintins.

El Centro Cultural de Parintins, más conocido como Bumbódromo, es un tipo de estadio con forma de cabeza de toro estilizada, con capacidad para 35.000 espectadores, ubicado en Parintins, en el estado brasileño de Amazonas. Es el lugar donde se realiza el tradicional Festival Folclórico de Parintins, una de las fiestas populares más importantes de la Región Norte de Brasil, reconocida como Patrimonio Cultural de Brasil por el Instituto del Patrimonio Histórico y Artístico Nacional (IPHAN).

## Historia
Desde 1965, año de la primera edición, el festival ha tenido varias sedes en disputa, como la cancha de la catedral de Nuestra Señora del Monte Carmelo, la cancha del extinto CCE y el estadio Tupy Cantanhede. Hasta que en 1987, el entonces gobernador Amazonino Mendes fue a ver el festival y se comprometió a construir un lugar del tamaño que merecía el festival. Al año siguiente se inauguró el Bumbódromo.